# Gericht der Vereinten Nationen für dienstrechtliche Streitigkeiten
Das Gericht der Vereinten Nationen für dienstrechtliche Streitigkeiten (englisch United Nations Dispute Tribunal, UNDT; französisch Tribunal du contentieux administratif des Nations Unies, TCANU) ist das erstinstanzliche Dienstgericht der Vereinten Nationen.

## Gründung
Grundlage des Gerichts ist die Resolution der Generalversammlung 62/228 vom 22. Dezember 2007. Danach wurde in Nachfolge des zuvor bestehenden Verwaltungsgerichts der Vereinten Nationen zum 1. Januar 2009 eine zweizügige Gerichtsbarkeit errichtet aus dem erstinstanzlichen Gericht der Vereinten Nationen für dienstrechtliche Streitigkeiten und dem zweitinstanzlichen Berufungsgericht der Vereinten Nationen.
Das Gericht für dienstrechtliche Streitigkeiten ist Teil des Systems der internen Rechtspflege der Vereinten Nationen, das aus informellen und formalen Konfliklösungsmechanismen besteht. Der informelle Mechanismus besteht aus dem Büro der Ombudsperson und der Abteilung Mediation, der formale aus der Gruppe Verwaltungsinterne Kontrolle, dem Gericht für dienstrechtliche Streitigkeiten und dem Berufungsgericht. Daneben gibt es noch ein Ethikbüro, das Kompetenzen im Bereich der Hintanhaltung von Mobbing innerhalb des UNO-Sekretariates hat, dessen Effizienz allerdings stark angezweifelt wird.

## Zusammensetzung und Sitz
Das Gericht besteht zunächst aus drei Vollzeit-Richtern mit Sitz in New York, Genf und Nairobi sowie zwei Teilzeit-Richtern. Die Richter werden von der Generalversammlung auf Empfehlung des Rats für interne Rechtspflege gewählt.
Die Richter sind auf sieben Jahre gewählt und nicht wieder wählbar, mit Ausnahme von zwei durch Los bestimmten Richtern, die zunächst drei Jahre im Amt sind und sich sodann für eine einzige weitere siebenjährige Amtszeit bewerben können.
Gewählt wurden für eine Amtszeit ab 1. Juli 2009:
- Thomas Laker (Deutschland, bisher Vorsitzender Richter am Verwaltungsgericht Hamburg) für Genf[6]
- Vinod Boolell (Mauritius) für Nairobi
- Memooda Ebrahim-Carstens (Botswana) für New York; gemäß Losentscheid für drei Jahre

Teilzeitrichter:
- Coral Shaw (Neuseeland)
- Sir Goolam Hoosen Kader Meeran (Vereinigtes Königreich), gemäß Losentscheid für drei Jahre

Ad-litem-Richter
- Jean-Francois Cousin (Frankreich)
- Alessandra Greceanu (Rumänien)
- Nkemdilim Amelia Izuako (Nigeria)

## Instanzenzug
Gegen Entscheidungen des Gerichts für dienstrechtliche Streitigkeiten ist ein Rechtsmittel (Appeal) an das Berufungsgericht der Vereinten Nationen gegeben. Im März 2012 trat Richter Mark Painter vorzeitig als Richter des Berufungsgerichts zurück, weil er nach eigener Angabe nicht länger „Teil dieser Farce“ sein wollte. Das Gericht sei von seiner ursprünglichen Mission, organisationsinterne Probleme zu bereinigen, abgewichen.
Die Entscheidungen der Gerichte sind im Internet abrufbar. Manche Fälle werden von der Organisation UNJustice.org kommentiert.